# Montreuil (Pas-de-Calais)
Montreuil je francouzská obec v departementu Pas-de-Calais v regionu Hauts-de-France. V roce 2010 zde žilo 2 282 obyvatel. Je centrem arrondissementu Montreuil.